# Ligne 1 du métro de Hô Chi Minh-Ville
Pour les articles homonymes, voir Ligne 1.
La ligne 1 est une ligne du réseau métropolitain de Hô Chi Minh-Ville, au Viêt Nam,,. Elle devait initialement ouvrir en 2022,. Elle est finalement lancée le 22 décembre 2024.

## Tracé et stations

### Tracé
La ligne 1 relie le marché Bên Thành à la Nouvelle gare routière de l'Est en passant par le parc d'attractions Suoi Tien à l'Est.

### Liste des stations
| N. | Station                        | Distance (km) | Connexion | Carte |
| -- | ------------------------------ | ------------- | --------- | ----- |
| 1  | Ben Thanh                      | 0,000         | 2 4       |       |
| 2  | Opéra                          | 0,715         |           |       |
| 3  | Bason (vi)                     | 1,706         |           |       |
| 4  | Parc Văn Thánh (vi)            | 3,520         |           |       |
| 5  | Tân Cảng (vi)                  | 4,438         | 5         |       |
| 6  | Thảo Điền (vi)                 | 5,596         | 5 7       |       |
| 7  | An Phú (vi)                    | 6,533         | 5         |       |
| 8  | Rạch Chiếc (vi)                | 8,207         |           |       |
| 9  | Phước Long (vi)                | 9,713         | 7         |       |
| 10 | Bình Thái (vi)                 | 11,066        | 6         |       |
| 11 | Thủ Đức (vi)                   | 12,810        |           |       |
| 12 | Parc de haute technologie (vi) | 15,190        | 10        |       |
| 13 | Université nationale           | 16,765        |           |       |
| 14 | Gare routière Suối Tiên        | 18,821        |           |       |